# یوسوکه کاشیواگی
یوسوکه کاشیواگی (به ژاپنی: 柏木 陽介) بازیکن فوتبال اهل ژاپن و عضو تیم ملی فوتبال ژاپن است که در تاریخ ۰۶ ژانویه ۲۰۱۰ میلادی اولین بازی ملی‌اش را انجام داد. او در ۴ بازی ملی حضور داشت و آخرین بازی ملی خود را در تاریخ ۲۴ فوریه ۲۰۱۲ میلادی انجام داد. یوسوکه کاشیواگی در بازی‌های ملی‌اش
گلی به ثمر نرساند.